# Kuwait PSA Cup

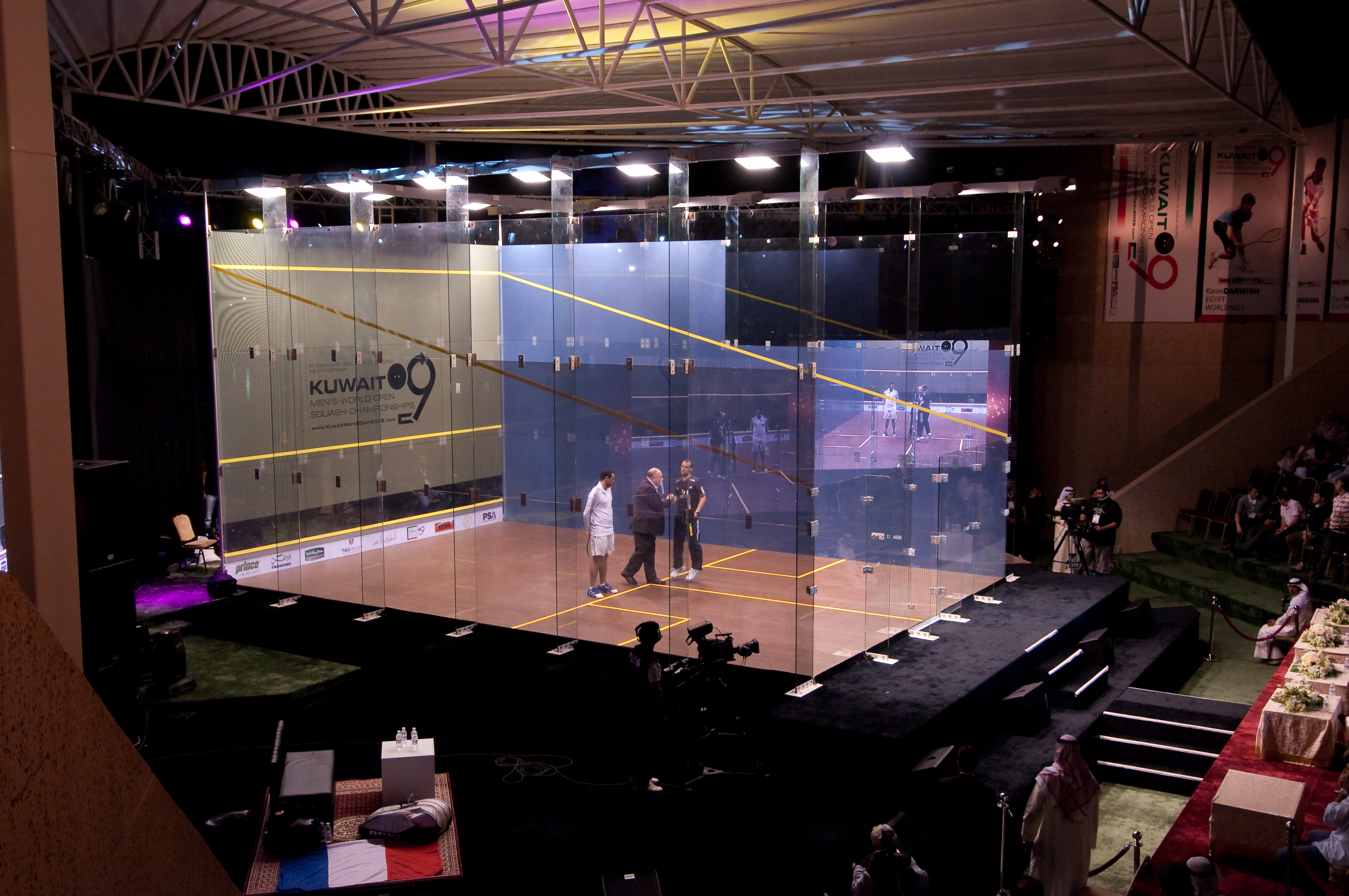
court vitré du Kuwait PSA Cup

Le Kuwait PSA Cup, connu avant 2004 sous le nom de Kuwait Open, est un tournoi de squash très prestigieux organisé à Koweït, au Koweït. L'épreuve fait partie des PSA World Series, catégorie la plus prestigieuse.

## Palmarès

### Hommes
| Année | Lieu                                                                       | Champion                                                                   | Score                                                                      |
| ----- | -------------------------------------------------------------------------- | -------------------------------------------------------------------------- | -------------------------------------------------------------------------- |
| 2013  | Ramy Ashour                                                                | James Willstrop                                                            | 6-11, 11-8, 11-3, 11-3                                                     |
| 2012  | Pas de compétition                                                         | Pas de compétition                                                         | Pas de compétition                                                         |
| 2011  | James Willstrop                                                            | Karim Darwish                                                              | 11-7, 10-12, 11-4, 11-2                                                    |
| 2010  | Ramy Ashour                                                                | Amr Shabana                                                                | 9-11, 11-4, 13-11, 11-1                                                    |
| 2009  | Pas de compétition à cause du championnat du monde de squash masculin 2009 | Pas de compétition à cause du championnat du monde de squash masculin 2009 | Pas de compétition à cause du championnat du monde de squash masculin 2009 |
| 2008  | Amr Shabana                                                                | Ramy Ashour                                                                | 11-9, 11-7, 13-11                                                          |
| 2007  | Ramy Ashour                                                                | Amr Shabana                                                                | 9-5, 9-3, 12-10                                                            |
| 2006  | Pas de compétition                                                         | Pas de compétition                                                         | Pas de compétition                                                         |
| 2005  | David Palmer                                                               | Peter Nicol                                                                | 4-11, 11-9, 3-11, 6-11                                                     |
| 2004  | Peter Nicol                                                                | James Willstrop                                                            | 15-13, 9-15, 15-4, 15-8                                                    |
| 2003  | Pas de compétition                                                         | Pas de compétition                                                         | Pas de compétition                                                         |
| 2002  | Pas de compétition                                                         | Pas de compétition                                                         | Pas de compétition                                                         |
| 2001  | Pas de compétition                                                         | Pas de compétition                                                         | Pas de compétition                                                         |
| 2000  | Pas de compétition                                                         | Pas de compétition                                                         | Pas de compétition                                                         |
| 1999  | Pas de compétition                                                         | Pas de compétition                                                         | Pas de compétition                                                         |
| 1998  | Peter Nicol                                                                | Derek Ryan                                                                 | 14-15, 15-11, 15-10, 15-6                                                  |
| 1997  | Peter Nicol                                                                | Rodney Eyles                                                               | 15-6, 12-15, 16-17, 15-8, 15-4                                             |

### Femmes
| Année | Lieu               | Champion           | Score               |
| ----- | ------------------ | ------------------ | ------------------- |
| 2007  | Nicol David        | Natalie Grinham    | 9-6, 10-8, 2-9, 9-1 |
| 2006  | Pas de compétition | Pas de compétition | Pas de compétition  |
| 2005  | Nicol David        | Natalie Grainger   | 4-9, 9-6, 9-7, 10-8 |
| 2004  | Natalie Grinham    | Cassie Jackman     | 2-9, 9-6, 9-2, 9-5  |